# Joseph Berchtold
Joseph Berchtold (Ingolstadt, 6 marzo 1897 – Herrsching am Ammersee, 23 agosto 1962) è stato un generale tedesco commerciante di tabacco, succedette a Julius Schreck come Reichsführer-SS nel 1926. Berchtold partecipò alla prima guerra mondiale ottenendo il grado di secondo luogotenente alla fine della guerra. Nel 1920 si iscrisse al NSDAP.
Fu considerato molto più dinamico del suo predecessore, ma fu incapace di mandare in porto l'organizzazione del partito. Dopo alcune controversie interne rassegnò le dimissioni nel 1927 e fu rimpiazzato dal suo secondo Erhard Heiden.